# Standard reakcióentalpia
A standard reakcióentalpia (jelölése: ΔrH⊖) egy rendszer entalpiaváltozásának mértéke a standardállapotú reaktánsoktól a standardállapotú termékig vezető reakció során. Mértékegysége a joule (J).
Általában egy mól anyagra vonatkoztatva használják, ennek a mennyiségnek a pontos megnevezése standard moláris reakcióentalpia, mértékegysége J/mol.

## Kiszámítása
Az alábbi módon számolható ki:
{\displaystyle \Delta _{\mathrm {r} }H^{\ominus }=\sum _{j}{\nu _{j}\Delta _{\mathrm {f} }H_{j}^{\ominus }}}
ahol:
- ν (görög nű) az egyes anyagokhoz tartozó sztöchiometriai együttható,
- fH⊖ az egyes anyagokhoz tartozó standard képződési entalpia,
- j az indexváltozó – a jelenlévő anyagok számát jelöli.